# Joseph Bellahsen
Joseph Bellahsen (en arabe : يوسف بلحسن), né le 28 décembre 2008, est un footballeur marocain qui joue au poste d'arrière droit au Borussia Mönchengladbach.

## Biographie

### Carrière en club
Joseph Bellahsen est formé par le Borussia Mönchengladbach, où il s'illustre d'abord avec les équipes de jeunes, représentant également la région de Basse-Rhénanie lors de tournois fédéraux,.

### Carrière en sélection
Joseph Bellahsen est international marocain avec les moins de 17 ans dès septembre 2024.
En mars 2025 il est convoqué avec l'équipe du Maroc des moins de 17 ans pour participer à la Coupe d'Afrique des nations des moins de 17 ans qui a lieu en mars puis avril à domicile,.
Remplaçant au poste d'arrière droit lors de la compétition, Bellahsen est le premier à entrer en jeu lors du match de poule contre la Zambie, remplaçant Zakari El Khalfioui lors d'un match nul 0-0,. Le Maroc atteint la finale du tournois après sa victoire aux tirs au but face à la Côte d'Ivoire (0-0 dans le temps réglementaire),, et remporte la compétition après un autre match nul et vierge (4-2 aux tirs au but) face au Mali. Les marocains remportent ainsi le premier titre de leur histoire dans la compétition,.

## Palmarès
Maroc -17 ans
- Coupe d'Afrique des nations
  - Champion en 2025